# 淡水信義線
淡水信義線（別稱：紅線）是台北捷運一條營運中的高運量路線及台北捷運唯一一條有高架路段與平面路段的高運量路線，也是目前高運量路線最長的一條路線。依興建期間與階段營運所使用的路線名稱，此路線又可再細分為淡水線和信義線兩路段，兩線以中正紀念堂站為分界，以北為淡水線，以東為信義線。除了主線外，北投區境內設有一條支線—新北投支線。目前正在興建象山站東延至廣慈／奉天宮的延伸線。

## 概要

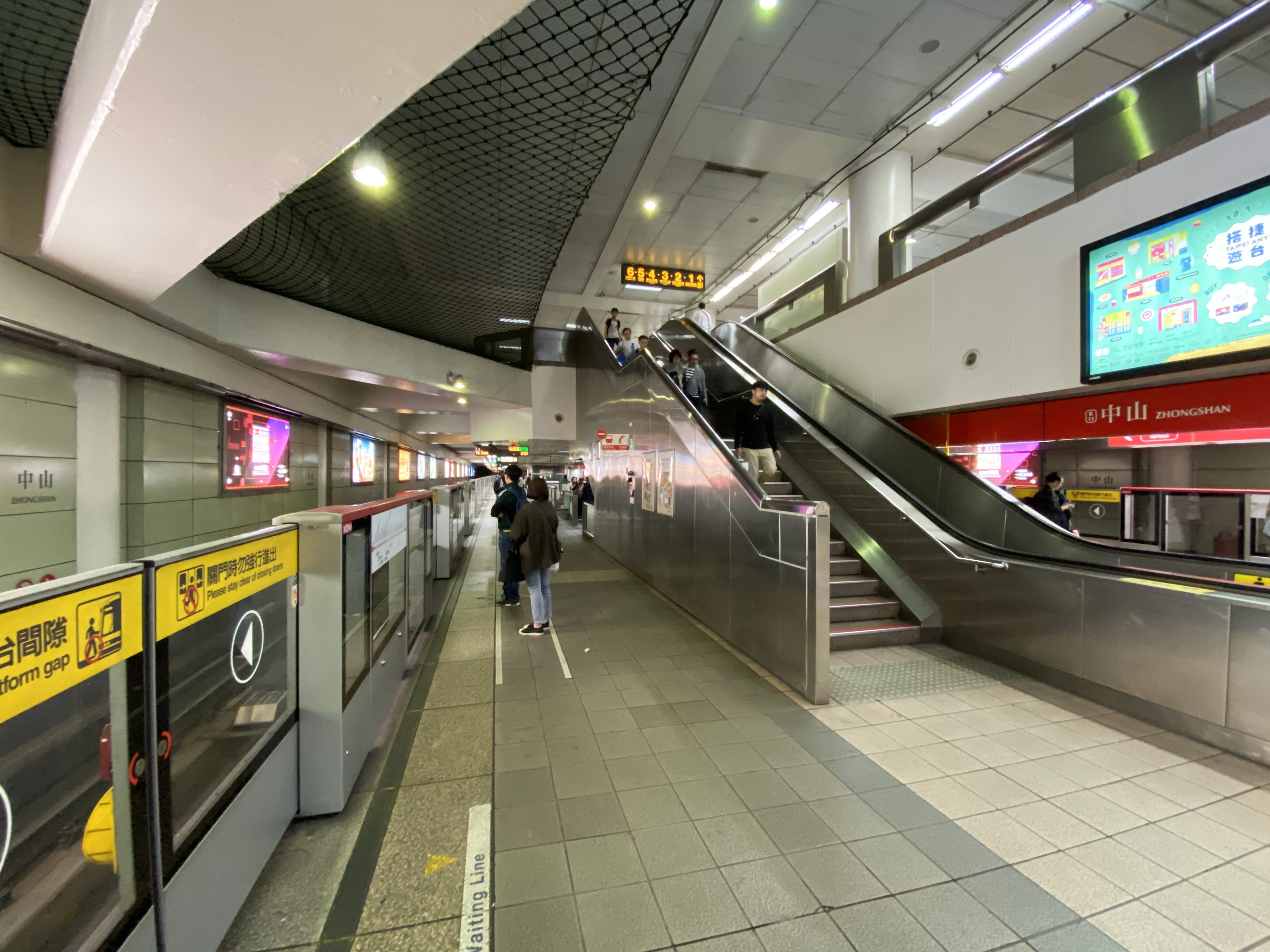
中山站月台

淡水信義線北起淡水站，沿台二乙線、台二線與淡水河岸間路廊過關渡隧道至關渡，接著大致沿中央北路南側至北投，之後大致沿東華街與西安街間路廊至士林，穿過基隆河後，沿玉門街轉入地下，沿線型公園下方至台北車站。之後，路線再沿公園路至中正紀念堂站，接著沿羅斯福路、愛國東路南側、杭州南路、信義路、福德街向東延伸至廣慈博愛園區一帶，全長32.3公里。
淡水線的前身其實是作為傳統鐵路線的台鐵淡水支線，1988年配合台北捷運計畫，台鐵將淡水支線的路廊讓出，台鐵淡水線於1988年7月15日廢止。雖然淡水線是台灣第一條通車的高運量「地鐵」路線，但此路線實際上是採用地下、高架與地面路線等多種方式混合配置，在圓山站以南進入民權西路站後皆為地下路線，以北至北投站為高架路線；北投站再以北轉為平面路線至紅樹林站，但終點站淡水卻為高架車站型式。至於較晚通車的信義線，則採用全線地下化的方式施作。
本路線除了信義線（東門站－象山站）皆裝設全高式月台門以外，其餘車站（淡水站－中正紀念堂站）皆裝設半高式月台門。成為台北捷運路網中第二條全線都裝設月台門的高運量捷運路線。
在台北捷運開通至2014年的早期路網時代，淡水線曾長期與屬於綠線的新店線及屬於橘線的中和線採用直通運行方式營運，因此當時常被稱為「淡水新店線」或「北投南勢角線」。2012年9月30日東門站通車後新蘆線與中和線直通，取消「北投－南勢角」的營運模式，改為「北投－台電大樓」的區間車型態。2013年11月24日信義線通車後，「北投－台電大樓」營運模式改為「北投－象山」，「淡水－新店」則繼續直通營運至2014年11月14日松山線啟用前一天為止。由於台北捷運的路線系統在松山線通車後不再有重大變革，配合松山線的通車，台北捷運公司於2014年10月11日宣布重整營運路線的名稱與編號，回歸初期規劃時的原始設定。除了正式確定「淡水信義線」的路線名稱外，也另行增加數字編號稱為2號線。2016年臺北捷運公司宣布於10月開始分階段進行車站站名增加編號作業，以「路線顏色英文字首」加「車站序號數字」為編碼原則，原2號線調整為編號「R」。
除了主線外，淡水信義線還設有一條支線——新北投支線。新北投支線的前身為臺灣鐵路管理局新北投線，將原有的傳統鐵路拆除之後修築捷運路線。此支線與淡水線主線同樣屬於高運量系統，當初設計時為淡水信義線的主線端點站，但因為沿線彎曲過大，以至於噪音問題沒有解決，最終僅以支線方式且一組三節車廂運行，全線皆為高架路線。路線自淡水線北投站向東北分歧，全長僅1.2公里，且除了與主線共用的北投站之外，全線僅有終點新北投站。

## 歷史

### 「淡水－中山／台北車站／南勢角」時期
- 1988年7月：淡水線開工。[5]
- 1997年3月28日：「淡水－中山」段正式通車啟用。
- 1997年12月25日：「中山－台北車站」段正式通車啟用。
- 1998年12月24日：「台北車站－中正紀念堂站」段正式通車啟用（直通新店線「中正紀念堂站－古亭站」段、中和線），營運模式為「淡水－南勢角」。

### 「淡水－新店」、「北投－南勢角」時期

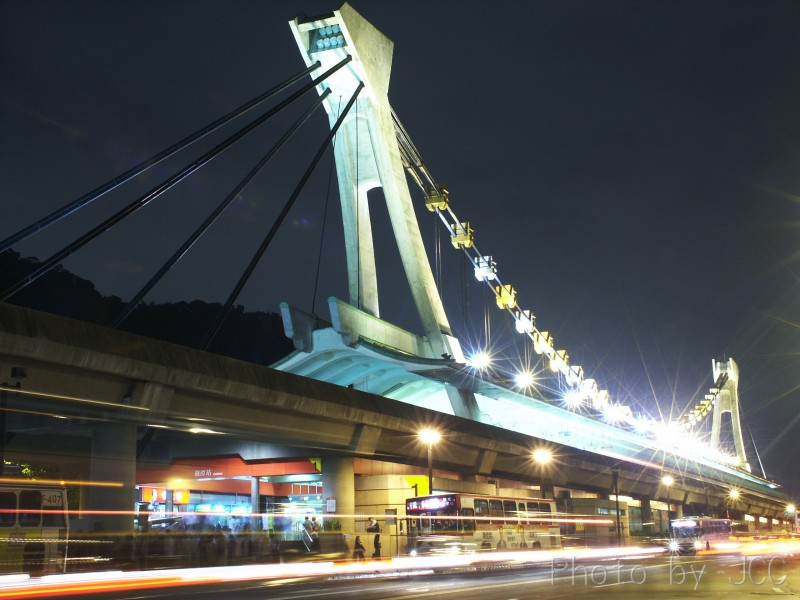
劍潭站

- 1999年11月11日：因新店線全線通車，淡水線營運模式改為「淡水－新店」、「北投－南勢角」。

### 「淡水－新店」、「北投－南勢角」與「西門－中正紀念堂」時期
- 2001年9月17日：納莉颱風帶來大量降雨導致洪水湧入台北車站月台，因此部分路段停駛達3個月。
- 2002年11月1日：世貿中心站主體工程開工。
- 2005年7月26日：信義線全面開工。[6]
- 2010年10月27日：8點34分中正紀念堂站一列北投方向的301型列車（車號：001／002）傳出煞車系統異常而停駛，「台電大樓－台北車站」段及「頂溪－台北車站」段改採單線雙向模式營運，全線延誤狀況至10點左右方告解決[7]，淡水線全線約2萬多人次受到影響[8]。
- 2012年9月29日：因應東門站完工啟用，「北投－南勢角」營運模式於當晚23點在北投站開行往南勢角最後列車（北投→南勢角最後列車：001／002、南勢角→北投最後列車：011／012）。

### 「淡水－新店」、「北投－台電大樓」與「西門－中正紀念堂」時期
- 2012年9月30日：東門站隨新莊線月台通車開放使用，信義線月台不開放載客。另隨中和線與新蘆線貫通，取消「北投－南勢角」營運模式，新增「北投－台電大樓」區間車，以補足運能。[9]
- 2013年11月23日：因應信義線完工通車，「北投－台電大樓」營運模式於當晚11時整於北投站開行往台電大樓的最後列車 (007／008)，台電大樓往北投最後列車(019／020) 於當晚11時05分由台電大樓站發車。

### 「淡水－新店」、「北投－象山」與「西門－台電大樓」時期
- 2013年11月24日：信義線「中正紀念堂－象山」段通車啟用，原「北投－台電大樓」列車取消，營運模式新增「北投－象山」，與原「淡水－新店」交叉發車，班距各6分鐘，共同區間班距為3分鐘。[10] 381型列車（519/520）及301型列車（003／004）成為通車的首班列車，分別由象山站及中正紀念堂站發車。
- 2014年10月11日：台北捷運公司宣布營運路線名稱與編號，紅線定案為淡水信義線並編號為2號線。
- 2014年11月14日：隨松山線通車營運，「淡水－新店」於當晚12:00發出最後列車後台北捷運跨色（線）營運模式走入歷史（淡水→新店最後列車：037／038、新店→淡水最後列車：027／028）。[11]

### 淡水信義線時期
- 2014年10月11日：台北捷運公司宣布將本路線定為2號線[3]。
- 2014年11月15日：隨著松山線通車，「淡水－象山」路線開通，淡水線和信義線正式連接營運。
- 2015年3月31日：信義線東延段R04站因用地無法取得，而R03站與象山站間距離尚於可接受之範圍，故捷運局取消設置R04站。[12]
- 2015年8月8日：「淡水－圓山」段由於蘇迪勒颱風過境停駛，故自象山站發出列車僅行駛至民權西路站，直到晚上6點恢復全線正常營運。
- 2016年4月26日：晚上19點34分信義線台北101/世貿站至東門站發生供電異常，導致象山站至台大醫院站營運中斷，捷運公司立即採取台北車站至淡水站局部營運，並啟動象山站至台北車站公車接駁，直到20點30分異常排除並恢復全線正常營運。
- 2016年10月：臺北捷運公司宣布開始分階段進行車站站名增加編號作業，以「路線顏色英文字首」加「車站序號數字」為編碼原則，原2號線調整為編號「R」。
- 2016年10月16日：晚上19點40分一輛往大安方向的301型列車（車號：029／030）正要進台北車站時，發生系統異常導致列車無法行進，捷運公司立即採取雙連站至大安站以單線雙向營運，並啟動民權西路站至信義安和站公車接駁作業，維修人員利用未載客列車以12車連結方式將異常列車停放到中山站至台北車站之間的避車軌暫時停放，直到21點04分恢復全線正常營運。
- 2016年11月7日：信義線東延段工程動工。[13]
- 2017年12月21日：16點19分往象山方向列車，在紅樹林站發生慢速行駛異常，改為忠義站至紅樹林站間，單線雙向運行，也啟動北投站至淡水站的公車接駁，在17點6分恢復正常營運。
- 2018年9月：随着復興崗站（2018年8月）的月台閘門投入使用，本路線所有月台門工程全數完工。
- 2019年6月20日：試辦「新北投—大安」之直通車，最終因噪音問題而決議終止[14]。
- 2024年10月31日，因康芮颱風來襲，高架平面路段從上午11點起停止營運。

## 列車營運模式
淡水信義線目前營運模式：
- 「淡水－象山」全程列車：

為原本規劃的全程車營運模式，2014年11月15日，淡水線正式與信義線銜接直通營運，在此以前曾於春節期間、假期疏運淡水站湧入的人潮亦特開此模式與「淡水－新店」列車於淡水站交叉發車。
- 「北投－大安」區間列車：

因北投站以北六站（淡水站、紅樹林站、竹圍站、關渡站、忠義站、復興崗站）、大安站以東三站（信義安和站、台北101/世貿站、象山站）的運量（特別是離峰時段）不足，故利用北投站的三月台及大安站東側的袋狀軌在離峰時段開行區間車，23時後不開行。
- 「北投－象山」區間列車：

亦屬區間車營運模式。僅於尖峰、颱風天、假日下午以及跨年42小時不打烊期間行駛，此前為原本信義線通車後在松山線通車前常規的營運模式。
- 「忠義→淡水」：

加班車，平日尖峰前開行。
- 「淡水－大安」區間列車：

農曆新年限定區間車營運模式。這是「北投－大安」列車於春節期間、假期疏運淡水站湧入的人潮而變更的營運模式。
- 「大安→淡水」：

轉運列車，0:00正班車過後加開。
- 「民權西路－象山」全程列車：

颱風天及風災限定營運模式。於颱風天高架段與平面段暫停營運時，僅行駛地下段的模式。
颱風天若高架段與平面段正常營運，則區間列車營運模式為「北投－象山」與全程列車「淡水－象山」，班距為15分鐘（重疊區「北投－象山」為7.5分）
淡水信義線車次編號：
- 101～127：「淡水－象山」全程列車
- 131～146：「北投－大安」／「北投－象山」區間列車
- 150：新北投支線
- 181、182、183：臨時加開班次

淡水信義線未來營運模式：
- 「淡水－廣慈／奉天宮」：

信義線東延段通車後原「淡水－象山」的延伸模式。
- 「民權西路－廣慈／奉天宮」：

颱風天及風災限定營運模式。於颱風天高架段與平面段暫停營運時，僅行駛地下段的模式。
- 「新北投－大安」區間列車:

作為未來新北投線直通運轉的未來營運模式。
- 「新北投－廣慈／奉天宮」區間列車:

作為未來新北投線直通運轉的未來營運模式。（僅限尖峰時段）
廢止營運模式：
- 「淡水－中山／台北車站」列車：

淡水線1997年通車時的營運模式。
- 「淡水－南勢角」列車：

1998年與中和線直通的營運模式，曾於春節期間、假期疏運淡水站湧入的人潮亦特開此模式與「淡水－新店」列車於淡水站交叉發車。
- 「淡水－新店」列車：

淡水線先於1997年通車，並於1998年與中和線直通，1999年因新店線通車調整營運模式至2014年11月14日（松山線通車前一日）為止。
- 「北投－南勢角」列車：

1999年因新店線通車而調整的營運模式至2012年9月29日（新莊線東門站通車及橘線全線貫通前一日）為止。
- 「北投－台電大樓」列車：

2012年9月30日，因應新蘆線與中和線貫通，為補足原重疊區間「北投－古亭」間班距而加開的區間車。
- 「台北車站－台電大樓／南勢角／象山」列車：

這是「北投－台電大樓／南勢角／象山」列車於晚上11時後的變更模式。松山線通車、路網整併後因評估運量不足而廢止。
- 「淡水－台電大樓」列車：

這是「北投－台電大樓」列車於春節期間、假期疏運淡水站湧入的人潮而變更的營運模式。
- 「圓山－台北車站」列車：

2018年10月6-7日台北白晝之夜夜間營運模式。
- 「士林－台北車站」列車：

2022年10月1-2日台北白晝之夜夜間營運模式。

## 使用列車
- C301型-22列
  - 編組：01／02～43／44
- C381型-16列
  - 編組：501／502～529／530
  - 531/532暫時調至松山新店線支援車

## 營運時間與班距
- 營運模式：【淡水－象山】、【北投－大安】、【北投－新北投】
- 營運時間：06:00～24:00
- 平均班距：
  - 平常日（週一至週五）
    - 尖峰時段（07:00～09:00，17:00～19:30）：約6分鐘，北投－象山區間約3分鐘。
    - 離峰時段：約8～10分鐘，重疊區間約4～5分鐘。
    - 23:00以後：約12分鐘（僅行駛【淡水－象山】模式）。

  - 例假日（週六、週日及國定假日）
    - 06:00～09:00：約8～10分鐘（僅行駛【淡水－象山】模式）。
    - 09:00～23:00：約8～10分鐘，重疊區間約4～5分鐘。
    - 23:00以後：約12分鐘（僅行駛【淡水－象山】模式）。[16]

## 車站
| 路線         | 路線 | 路線 | 路線          | 編號                    | 工程代碼   | 名稱   | 名稱   | 站體型式               | 所在地 | 所在地                                                                                 | 所在地                 | 交會路線   |
| 路線         | 路線 | 路線 | 路線          | 編號                    | 工程代碼   | 中文   | 英文   | 站體型式               | 所在地 | 所在地                                                                                 | 所在地                 | 交會路線   |
| ------------ | ---- | ---- | ------------- | ----------------------- | ---------- | ------ | ------ | ---------------------- | ------ | -------------------------------------------------------------------------------------- | ---------------------- | ---------- |
| R 淡水信義線 |      |      |               |                         |            |        |        |                        |        |                                                                                        |                        |            |
| 新北投支線   |      |      |               | R22A                    | R27        | 新北投 |        | 高架                   | 臺北市 | 北投區                                                                                 | 北投區                 | 不適用     |
| 淡水線       |      |      | R28           | R33                     | 淡水       |        | 新北市 | 高架                   | 淡水區 | 淡水區                                                                                 | 新北捷運淡海輕軌藍海線 |            |
| 淡水線       |      | R27  | R32           | 紅樹林                  |            | 地面   | 新北市 | 新北捷運淡海輕軌綠山線 | 淡水區 | 淡水區                                                                                 |                        |            |
| 淡水線       |      | R26  | R31           | 竹圍                    |            | 地面   | 新北市 | 不適用                 | 淡水區 | 淡水區                                                                                 |                        |            |
| 淡水線       |      | R25  | R30           | 關渡                    |            | 地面   | 臺北市 | 不適用                 | 北投區 | 北投區                                                                                 |                        |            |
| 淡水線       |      | R24  | R29           | 忠義                    |            | 地面   | 臺北市 | 不適用                 | 北投區 | 北投區                                                                                 |                        |            |
| 淡水線       |      | R23  | R28           | 復興崗                  |            | 地面   | 臺北市 | 不適用                 | 北投區 | 北投區                                                                                 |                        |            |
| 淡水線       |      |      |               | R22                     | R26        | 北投   | 臺北市 |                        | 北投區 | 北投區                                                                                 | 高架                   | 新北投支線 |
| 淡水線       |      |      |               | R22                     | R26        | 北投   | 臺北市 |                        | 北投區 | 北投區                                                                                 | 高架                   | 新北投支線 |
| 淡水線       |      | R21  | R25           | 奇岩                    |            | 不適用 | 臺北市 |                        | 北投區 | 北投區                                                                                 | 高架                   |            |
| 淡水線       |      | R20  | R24           | 唭哩岸 （陽明交通大學） |            | 不適用 | 臺北市 |                        | 北投區 | 北投區                                                                                 | 高架                   |            |
| 淡水線       |      | R19  | R23           | 石牌 （榮總）           |            | 不適用 | 臺北市 |                        | 北投區 | 北投區                                                                                 | 高架                   |            |
| 淡水線       |      | R18  | R22           | 明德                    |            | 不適用 | 臺北市 |                        | 北投區 | 北投區                                                                                 | 高架                   |            |
| 淡水線       |      | R17  | R21           | 芝山                    |            | 不適用 | 臺北市 | 士林區                 | 士林區 |                                                                                        | 高架                   |            |
| 淡水線       |      | R16  | R20           | 士林                    |            | 環狀線 | 臺北市 | 士林區                 | 士林區 |                                                                                        | 高架                   |            |
| 淡水線       |      | R15  | R18A          | 劍潭 （北藝中心）       |            | 不適用 | 臺北市 | 士林區                 | 士林區 |                                                                                        | 高架                   |            |
| 淡水線       |      | R14  | R17           | 圓山                    |            | 不適用 | 臺北市 | 大同區                 | 中山區 |                                                                                        | 高架                   |            |
| 淡水線       |      | R13  | R16           | 民權西路                |            | 地下   | 臺北市 | 大同區                 | 中山區 | 中和新蘆線                                                                             |                        |            |
| 淡水線       |      | R12  | R15           | 雙連 （馬偕紀念醫院）   |            | 地下   | 臺北市 | 大同區                 | 中山區 | 民生汐止線                                                                             |                        |            |
| 淡水線       |      | R11  | R14           | 中山                    |            | 地下   | 臺北市 | 大同區                 | 中山區 | 松山新店線                                                                             |                        |            |
| 淡水線       |      | R10  | R13           | 台北車站                |            | 地下   | 臺北市 | 中正區                 | 中正區 | 臺灣高速鐵路 · 臺灣鐵路縱貫線北段 · 板南線 · 松山新店線：北門 · 桃園機場捷運：台北車站 |                        |            |
| 淡水線       |      | R09  | R12           | 台大醫院                |            | 地下   | 臺北市 | 中正區                 | 中正區 | 不適用                                                                                 |                        |            |
| 淡水線       |      | R08  | R11           | 中正紀念堂 （南門）     |            | 地下   | 臺北市 | 中正區                 | 中正區 | 松山新店線 · 萬大樹林線                                                                |                        |            |
| 信義線       |      | R08  | R11           | 中正紀念堂 （南門）     |            | 地下   | 臺北市 | 中正區                 | 中正區 | 松山新店線 · 萬大樹林線                                                                |                        |            |
|              | R07  | R10  | 東門          |                         | 中和新蘆線 | 地下   | 臺北市 | 中正區                 | 中正區 |                                                                                        |                        |            |
| 大安區       | R07  | R10  | 東門          |                         | 中和新蘆線 | 地下   | 臺北市 |                        |        |                                                                                        |                        |            |
|              | R06  | R09  | 大安森林公園  |                         | 不適用     | 地下   | 臺北市 |                        |        |                                                                                        |                        |            |
|              | R05  | R08  | 大安          |                         | 文湖線     | 地下   | 臺北市 |                        |        |                                                                                        |                        |            |
|              | R04  | R07  | 信義安和      |                         | 不適用     | 地下   | 臺北市 |                        |        |                                                                                        |                        |            |
|              | R03  | R06  | 台北101／世貿 |                         | 不適用     | 地下   | 臺北市 | 信義區                 | 信義區 |                                                                                        |                        |            |
|              | R02  | R05  | 象山          |                         | 環狀線     | 地下   | 臺北市 | 信義區                 | 信義區 |                                                                                        |                        |            |
|              | R01  | R03  | 廣慈／奉天宮  |                         | 不適用     | 地下   | 臺北市 | 信義區                 | 信義區 |                                                                                        |                        |            |

### 月台配置
- 島式月台：新北投、淡水、奇岩－台大醫院、大安森林公園－廣慈／奉天宮
- 側式月台：紅樹林－復興崗
- 島式疊式月台：中正紀念堂、東門
- 混合式月台：北投

## 紀念章
本線於2015年2月11日開始採用「車站專屬紀念章戳」，各站的紀念章如下：
- 新北投站：北投溫泉博物館。
- 淡水站：淡水紅毛城、淡水漁人碼頭、舢舨舟。
- 紅樹林站：紅樹林保護區、水筆仔。
- 竹圍站：淡水河岸自行車道、竹圍碼頭、隔岸之觀音山。
- 關渡站：關渡大橋、關渡宮、關渡自然公園中的水鳥。
- 忠義站：北投行天宮、國立臺北藝術大學、櫻花忠義山步道。
- 復興崗站：北投機廠、國防大學政治作戰學院精神堡壘。
- 北投站：該站1號出口、周氏節孝坊、古早味紅茶。
- 奇岩站：崇仰公園、遠方的丹鳳山。
- 唭哩岸站：打石文化、慈生宮、軍艦岩。
- 石牌站：該站出口之漢番界碑、臺北榮民總醫院、台灣藍鵲。
- 明德站：磺溪公園裡的磺溪、使館特區。新版為榮華公園，舊版為大臺北聯合花市。
- 芝山站：芝山文化生態公園、臺灣戲劇藝術中心、天母棒球場之公共藝術。
- 士林站：國立故宮博物院、玫瑰。
- 劍潭站：該站特殊造型建築、士林夜市、圓山保齡球館。
- 圓山站：圓山大飯店、祭孔大典（指涉臺北孔子廟）。
- 民權西路站：婚紗街、該站1號出口。
- 雙連站：大稻埕霞海城隍廟、雙連長老教會、馬偕紀念醫院。
- 中山站：台北之家、百貨公司、木工桶。
- 臺北車站：臺北車站、新光三越百貨建築、台鐵、高鐵。
- 台大醫院站：臺大醫院、二二八紀念公園、台灣博物館前之銅牛。
- 中正紀念堂站：中正紀念堂、鴿子。
- 東門站：東門市場、小籠包與牛肉麵指涉永康商圈。
- 大安森林公園站：該站出口體、花卉指涉建國花市。
- 大安站：該站高架站體、木棉花。
- 信義安和站：臨江街觀光夜市、文昌家具街。
- 台北101／世貿站：臺北101、世貿中心。
- 象山站：臺北樹蛙、自然步道。

## 外部連結
- 臺北大眾捷運股份有限公司（繁體中文） （页面存档备份，存于）